# Temporada 1999-00 da PSL
A Premier Soccer League 1999-2000 ou conhecida como 1999-2000 Castle Premiership foi a 4º edição da Premier Soccer League, principal competição de futebol da África do Sul. A liga teve a participação de 18 clubes.
O Mamelodi Sundowns foi o tricampeão, com os rivais Orlando Pirates e Kaizer Chiefs segundo e terceiro respectivamente. 

## Tabela Final
| Pos | Time                   | J  | V  | E  | D  | GF | GA | GD  | Pts | Notes, Qualifications & Relegations      |
| --- | ---------------------- | -- | -- | -- | -- | -- | -- | --- | --- | ---------------------------------------- |
| 1   | Mamelodi Sundowns (C)  | 34 | 23 | 6  | 5  | 68 | 34 | +34 | 75  | Liga dos Campeões da CAF de 20011        |
| 2   | Orlando Pirates        | 34 | 18 | 10 | 6  | 72 | 36 | +36 | 64  | Retirou-se de participar da Copa da CAF2 |
| 3   | Kaizer Chiefs          | 34 | 16 | 12 | 6  | 40 | 22 | +18 | 60  | Recopa Africana1                         |
| 4   | Ajax Cape Town         | 34 | 15 | 8  | 11 | 43 | 39 | +4  | 53  | Copa da CAF1 & 2                         |
| 5   | Manning Rangers        | 34 | 14 | 10 | 10 | 54 | 49 | +5  | 52  |                                          |
| 6   | Bidvest Wits           | 34 | 12 | 15 | 7  | 36 | 29 | +7  | 51  |                                          |
| 7   | Jomo Cosmos            | 34 | 12 | 14 | 8  | 49 | 32 | +17 | 50  |                                          |
| 8   | Hellenic               | 34 | 13 | 8  | 13 | 62 | 45 | +17 | 47  |                                          |
| 9   | Maritzburg United F.C. | 34 | 13 | 5  | 16 | 48 | 57 | -9  | 44  |                                          |
| 10  | SuperSport United      | 34 | 11 | 10 | 13 | 51 | 48 | +3  | 43  |                                          |
| 11  | Santos                 | 34 | 9  | 16 | 9  | 44 | 64 | -20 | 43  |                                          |
| 12  | Moroka Swallows        | 34 | 11 | 9  | 14 | 39 | 52 | -13 | 42  |                                          |
| 13  | Bush Bucks             | 34 | 10 | 11 | 13 | 48 | 48 | 0   | 41  |                                          |
| 14  | Bloemfontein Celtic    | 34 | 10 | 10 | 14 | 46 | 56 | -10 | 40  |                                          |
| 15  | Free State Stars       | 34 | 9  | 13 | 12 | 29 | 38 | -9  | 40  |                                          |
| 16  | African Wanderers F.C. | 34 | 11 | 6  | 17 | 38 | 50 | -12 | 39  |                                          |
| 17  | AmaZulu (R)            | 34 | 9  | 9  | 16 | 32 | 44 | -12 | 36  | Rebaixados à National First Division     |
| 18  | Mother City F.C. (R)   | 34 | 2  | 4  | 28 | 22 | 85 | -63 | 10  | Rebaixados à National First Division     |